# シャティバ
シャティバ(バレンシア語: Xàtiva: バレンシア語発音: [ˈʃativa], カタルーニャ語発音: [(æj)ˈʃætɪʋæ])またはハティバ(スペイン語: Játiva: [ˈxatiβa])は、スペイン・バレンシア州バレンシア県のムニシピ（基礎自治体）。公式名はバレンシア語名のXàtiva。

## 地理
フカル川の支流であるアルバイダ川の右岸（南岸）にある。シャティバの街は肥沃な平原の上に築かれており、穀物、果物、ワイン、オリーブオイル、コメの生産が盛んである。

### 交通
道路交通としては、アルヘシラスからバルセロナまでスペインの地中海岸を通るA-7号線（地中海線）がシャティバを通っている。
自治体内には鉄道駅としてシャティバ駅がある。バレンシア都市圏では近郊鉄道のセルカニアス・バレンシアが運行されており、C-2線はモヘンテ/モイシェントからシャティバを通ってバレンシア中心部に至る。シャティバ駅は地中海回廊線（スペインの地中海沿岸を走る路線の総称）の一部となっている。バレンシアとムルシアを結ぶ路線、バレンシアとアルバセテを結ぶ路線がシャティバ駅で分岐している。

### 人口
| シャティバの人口推移 1707－2015                         |
|                                                         |
| 出典:INE（スペイン国立統計局）1900年 - 1991年、1996年 - |

### 気候
| シャティバ(1961-1990)の気候 | シャティバ(1961-1990)の気候 | シャティバ(1961-1990)の気候 | シャティバ(1961-1990)の気候 | シャティバ(1961-1990)の気候 | シャティバ(1961-1990)の気候 | シャティバ(1961-1990)の気候 | シャティバ(1961-1990)の気候 | シャティバ(1961-1990)の気候 | シャティバ(1961-1990)の気候 | シャティバ(1961-1990)の気候 | シャティバ(1961-1990)の気候 | シャティバ(1961-1990)の気候 | シャティバ(1961-1990)の気候 |
| 月                          | 1月                         | 2月                         | 3月                         | 4月                         | 5月                         | 6月                         | 7月                         | 8月                         | 9月                         | 10月                        | 11月                        | 12月                        | 年                          |
| --------------------------- | --------------------------- | --------------------------- | --------------------------- | --------------------------- | --------------------------- | --------------------------- | --------------------------- | --------------------------- | --------------------------- | --------------------------- | --------------------------- | --------------------------- | --------------------------- |
| 最高気温記録 °C （°F）      | 29 (84)                     | 30 (86)                     | 39 (102)                    | 39 (102)                    | 41 (106)                    | 42 (108)                    | 47 (117)                    | 47 (117)                    | 44 (111)                    | 36 (97)                     | 34.6 (94.3)                 | 30 (86)                     | 47 (117)                    |
| 平均最高気温 °C （°F）      | 16.7 (62.1)                 | 18.1 (64.6)                 | 20.5 (68.9)                 | 22.8 (73)                   | 27.0 (80.6)                 | 31.2 (88.2)                 | 35.0 (95)                   | 34.5 (94.1)                 | 31.8 (89.2)                 | 20.5 (68.9)                 | 16.9 (62.4)                 | 30 (86)                     | 25.1 (77.2)                 |
| 日平均気温 °C （°F）        | 10.2 (50.4)                 | 11.3 (52.3)                 | 13 (55)                     | 15.3 (59.5)                 | 19.2 (66.6)                 | 23.2 (73.8)                 | 26.6 (79.9)                 | 26.8 (80.2)                 | 24.2 (75.6)                 | 19 (66)                     | 13.8 (56.8)                 | 10.5 (50.9)                 | 17.8 (64)                   |
| 平均最低気温 °C （°F）      | 3.6 (38.5)                  | 4.4 (39.9)                  | 5.4 (41.7)                  | 7.7 (45.9)                  | 11.3 (52.3)                 | 15.2 (59.4)                 | 18.3 (64.9)                 | 19.1 (66.4)                 | 16.5 (61.7)                 | 12 (54)                     | 7.1 (44.8)                  | 4.1 (39.4)                  | 10.4 (50.7)                 |
| 最低気温記録 °C （°F）      | −9 (16)                     | −8.2 (17.2)                 | −7 (19)                     | −2 (28)                     | 3 (37)                      | 8 (46)                      | 10 (50)                     | 10 (50)                     | 5 (41)                      | 0 (32)                      | −2 (28)                     | −9 (16)                     | −9 (16)                     |
| 降水量 mm （inch）          | 68.4 (2.693)                | 44.2 (1.74)                 | 59.8 (2.354)                | 53.8 (2.118)                | 49.5 (1.949)                | 25.7 (1.012)                | 6.3 (0.248)                 | 14.1 (0.555)                | 58.5 (2.303)                | 120.9 (4.76)                | 107.9 (4.248)               | 84.3 (3.319)                | 693.4 (27.299)              |
| 出典：バレンシア州気象庁    |                             |                             |                             |                             |                             |                             |                             |                             |                             |                             |                             |                             |                             |

## 歴史

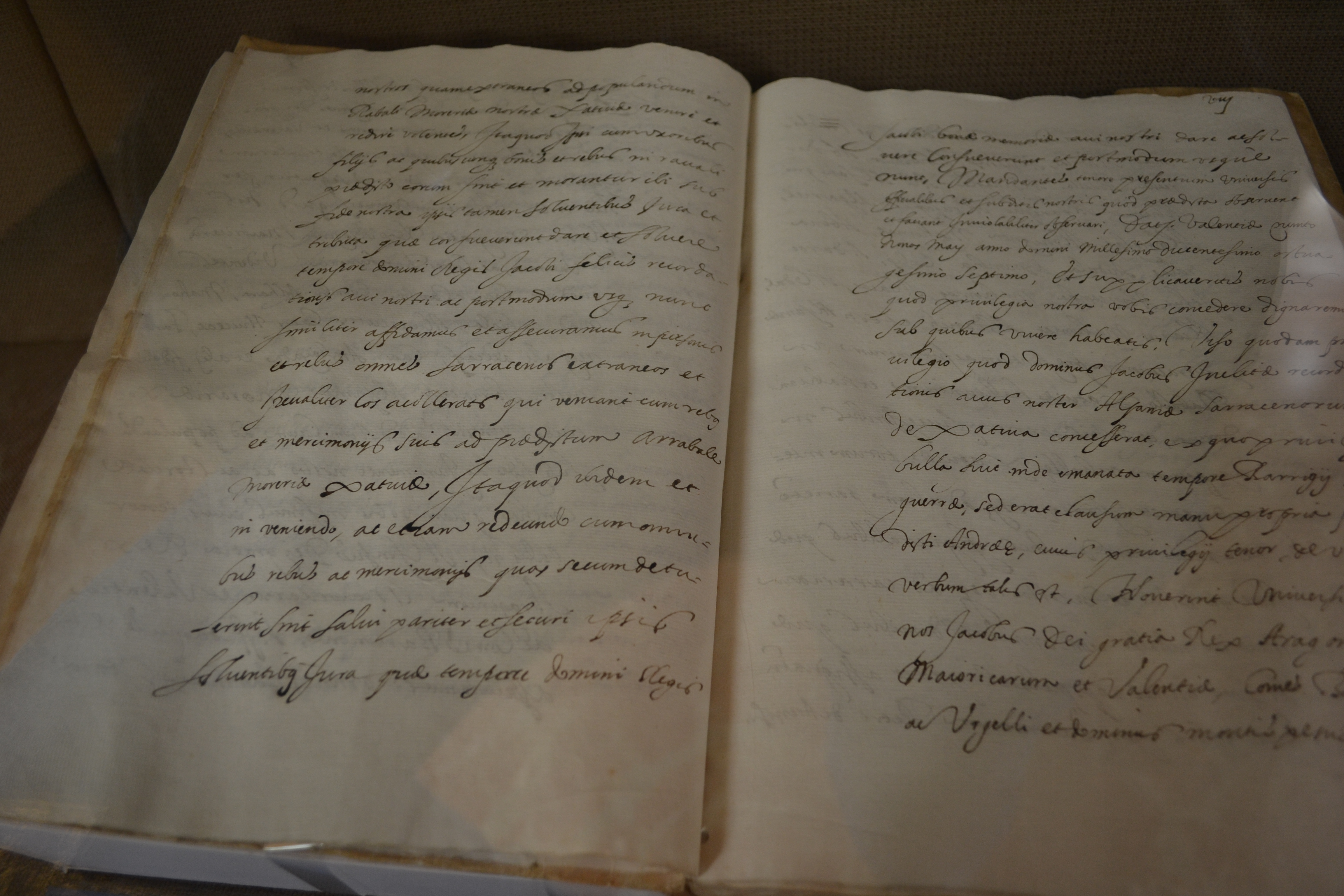
シャティバの勅許（1252年）

ローマ時代のシャティバ（ラテン語: Saetabis)はリネン生地の産地として知られ、ラテン語詩人のオウィディウスやガイウス・ウァレリウス・カトゥルスがシャティバに言及している。
西ゴート王国時代（483年-711年）にはカトリック教会の司教が管轄する地域(英語版)となった。8世紀以降にはイスラーム教徒の下で繁栄を謳歌した。12世紀にはイスラーム教徒によってシャティバ(アラビア語: شاطبة: Shāṭiba)に紙の生産技術がもたらされ、ヨーロッパにおける初期の紙生産の中心地でもあった。12世紀のシャティバは学校・教育・学習サークルの存在で知られていた。

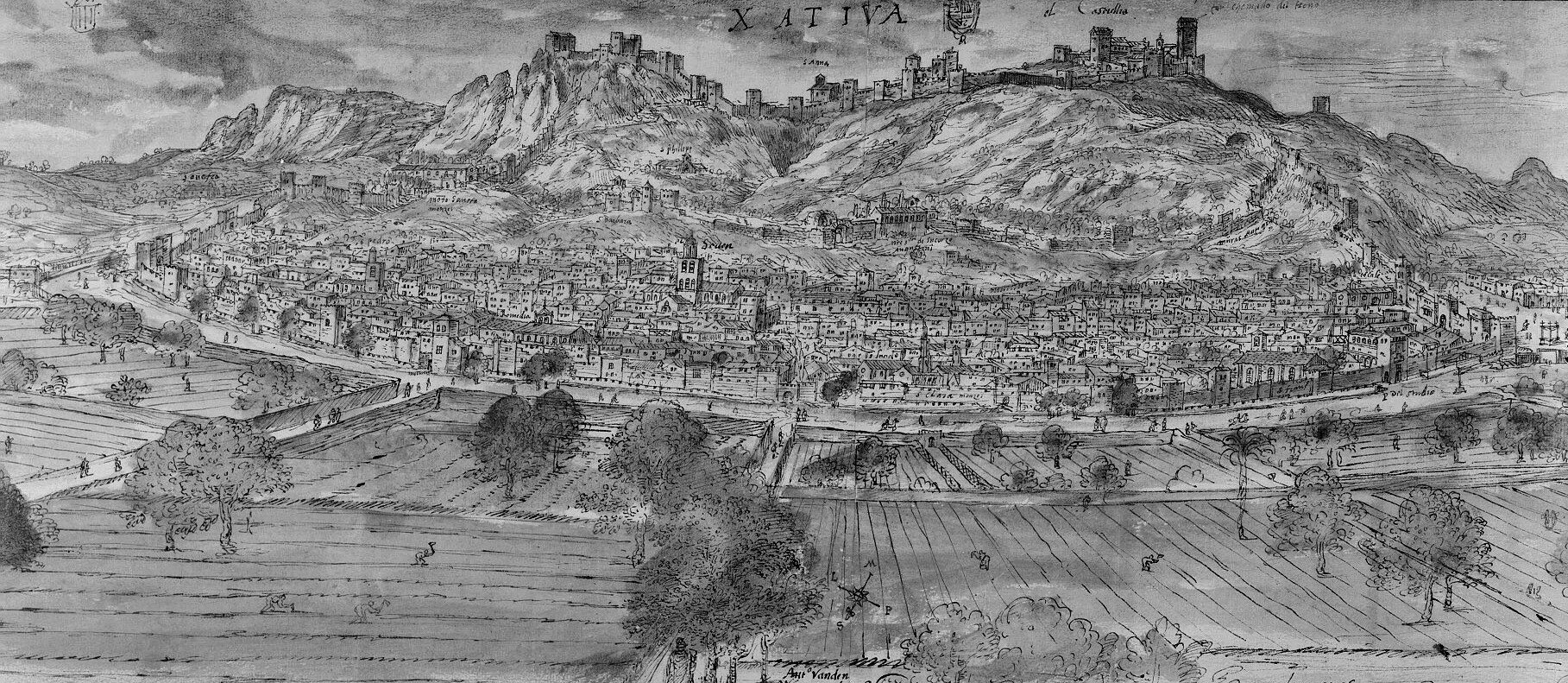
シャティバを描いた銅版画（1563年）

1242年にはキリスト教徒のアラゴン王ハイメ1世がこの地域を再征服（レコンキスタ）した。イスラームの学者アル・シャティビ(????-1388)の姓はこの街の名称に由来し、彼はここに生きてここで死んだ。15世紀から16世紀にかけてのボルジア家の人物の多くがシャティバに生まれている。第209代ローマ教皇カリストゥス3世（在位1455年-1458年）と、第214代ローマ教皇アレクサンデル6世（在位1492年-1503年）はそれぞれシャティバ生まれのボルジア家の一員である。17世紀に活躍したバロック画家ホセ・デ・リベーラもシャティバ出身である。

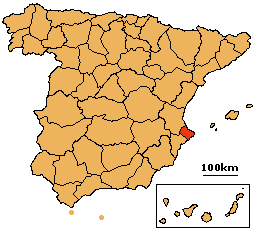
1822年から1833年まで存在したシャティバ県

18世紀初頭のスペイン継承戦争中には、1707年4月25日のアルマンサの戦いでスペイン・フランス連合軍が勝利した後、5月8日から6月6日にはフェリペ5世の下で9,000人から11,000人のスペイン・フランス連合軍がシャティバ包囲を行い、フェリペ5世はシャティバを焼き尽くして街の名称をサン・フェリペ(San Felipe)に改称するように命じた。この屈辱の歴史から、シャティバにあるラルモディ博物館ではフェリペ5世の肖像画が上下さかさまに展示されている。
1748年の地震では大きな被害を受け、サンタ・テクラ教会が崩壊したほか、シャティバ城は事実上放棄された。1776年にはマドリードとバレンシアを結ぶ新道（今日のA-7号線）の建設が始まり、この新道はシャティバの郊外を通過した。1787年には人口が12,655人にのぼるまでスペイン継承戦争の影響から立ち直っている。
スペイン立憲革命下の1822年にスペイン領土の行政区分(英語版)が行われた際、シャティバはシャティバ県の県都となった。今日のバレンシア州域にはバレンシア県、カステリョン県、アリカンテ県、シャティバ県の4県が置かれている。1823年には絶対君主制が復活し、1833年に現在の50県の基となる1833年スペイン地方行政区分再編が行われた。この行政区分でシャティバ県はふたつに分割されてバレンシア県とアリカンテ県に統合され、シャティバはバレンシア県の一部となった。
1930年代後半のスペイン内戦では共和派に忠実だった。1939年2月12日にはイタリア空軍によって主に鉄道駅が爆撃を受け、混雑するプラットフォームにいた女性や子どもなど、129人が死亡して200人以上が負傷した。1940年代から1960年代には経済が失速し、自治体の人口自体はゆっくりと増加していたものの、農村部では人口の流出が起こった。

## 政治
| 任期      | 首長名                      | 政党      |
| --------- | --------------------------- | --------- |
| 1979–1983 | Manuel Casesnoves Soldevila | PSPV-PSOE |
| 1983–1987 | Miquel Calabuig i Adrià     | PSPV-PSOE |
| 1987–1991 | Miquel Calabuig i Adrià     | PSPV-PSOE |
| 1991–1995 | Miquel Calabuig i Adrià     | PSPV-PSOE |
| 1995–1999 | Alfonso Rus Terol           | PP        |
| 1999–2003 | Alfonso Rus Terol           | PP        |
| 2003–2007 | Alfonso Rus Terol           | PP        |
| 2007–2011 | Alfonso Rus Terol           | PP        |
| 2011–2015 | Alfonso Rus Terol           | PP        |
| 2015–2019 | Roger Cerdà i Boluda        | PSPV-PSOE |
| 2019–2023 | n/d                         | n/d       |
| 2023–     | n/d                         | n/d       |

## 見どころ

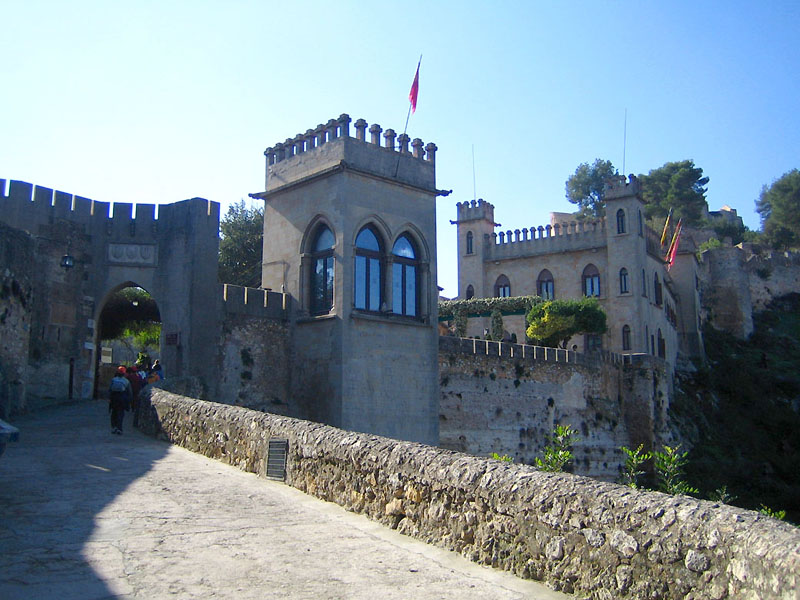
シャティバ城

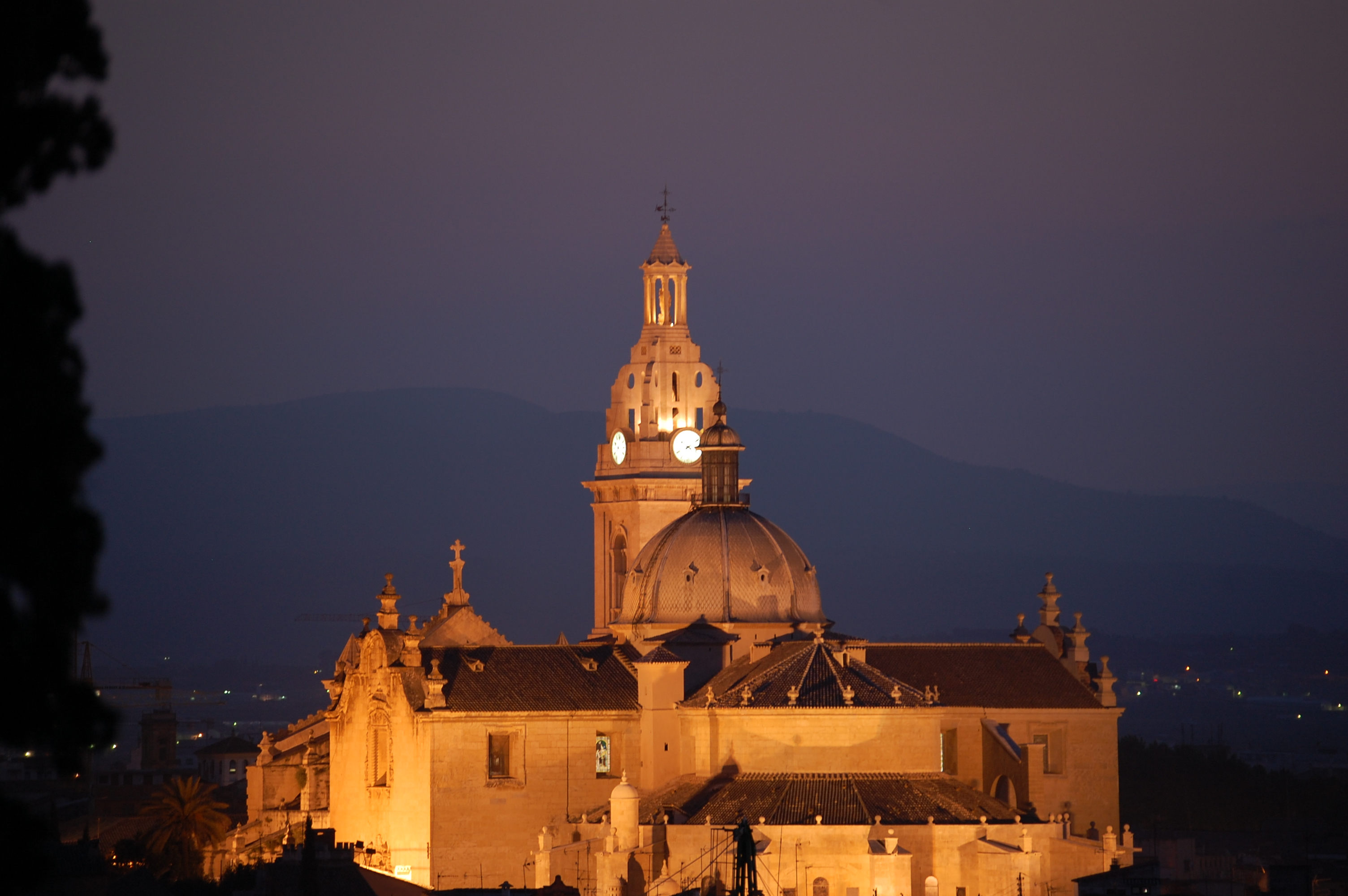
コレヒアタ教会

- シャティバ城（英語版） : ローマ街道のひとつであるアウグスタ街道を見下ろす戦略的価値の高い場所にある。1092年にはムラービト朝によって占領され、1171年にはムワッヒド朝によって占領された。1244年5月22日にはアラゴン王ハイメ1世がシャティバとシャティバ城を占領した。
- ボルジアの道（英語版） : ボルジア家の文化に関する博物館などをつなげた観光ルート。ガンディア、アルファウイル（英語版）、シマト・デ・ラ・バルディグナ（英語版）、カナルス（英語版）、シャティバ、バレンシアの施設を結んでいる。シャティバではコレヒアタ教会、ローマ教皇アレクサンデル6世の生誕地、サンタ・アナ修道院が指定されている。
  - コレヒアタ教会（スペイン語版） : 1414年に建設され、約1世紀後にルネサンス様式で再建された[2]。かつては大聖堂として使用されており、多くの教会や修道院の主座となっている[2]。
  - ローマ教皇アレクサンデル6世の生誕地（英語版）
  - サンタ・アナ修道院（英語版） : 15世紀のゴシック様式の建築物。
- 王立アスンシオン修道院（スペイン語版） : ゴシック様式・バロック様式。14世紀に建設され、16世紀から18世紀に改修された。
- サン・フェリウ（英語版） : 13世紀の教会。
- サン・パレ（英語版） : 14世紀の教会。組天井にはゴシック＝ムデハル様式の装飾がなされている。
- ラルモディ博物館 : 14世紀のゴシック様式の建築物であり小麦の貯蔵販売施設として使用されていた。1917年からは博物館として使用されている。
- ランサニャンサ邸（英語版） : 1758年、貧しい子どもの教育のためにマジョラル大司教によって建設された。建築家としても活躍したカルメル会修道士のホセ・アルベルト・ピナ神父の手による。今日では教育学博物館として使用されている。
- サン・フランセスク教会 : ゴシック様式の教会。フランシスコ会修道院に隣接して14世紀後半に建設された。7の礼拝堂を持つ単一の身廊からなる。かつては城壁を突き抜けていた。

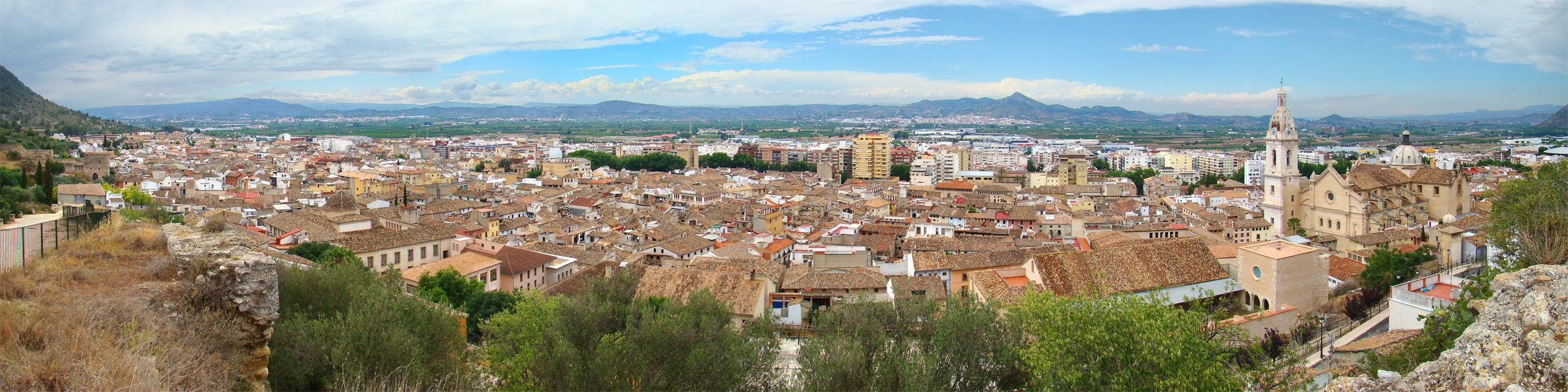
シャティバのパノラマ写真

## 出身者

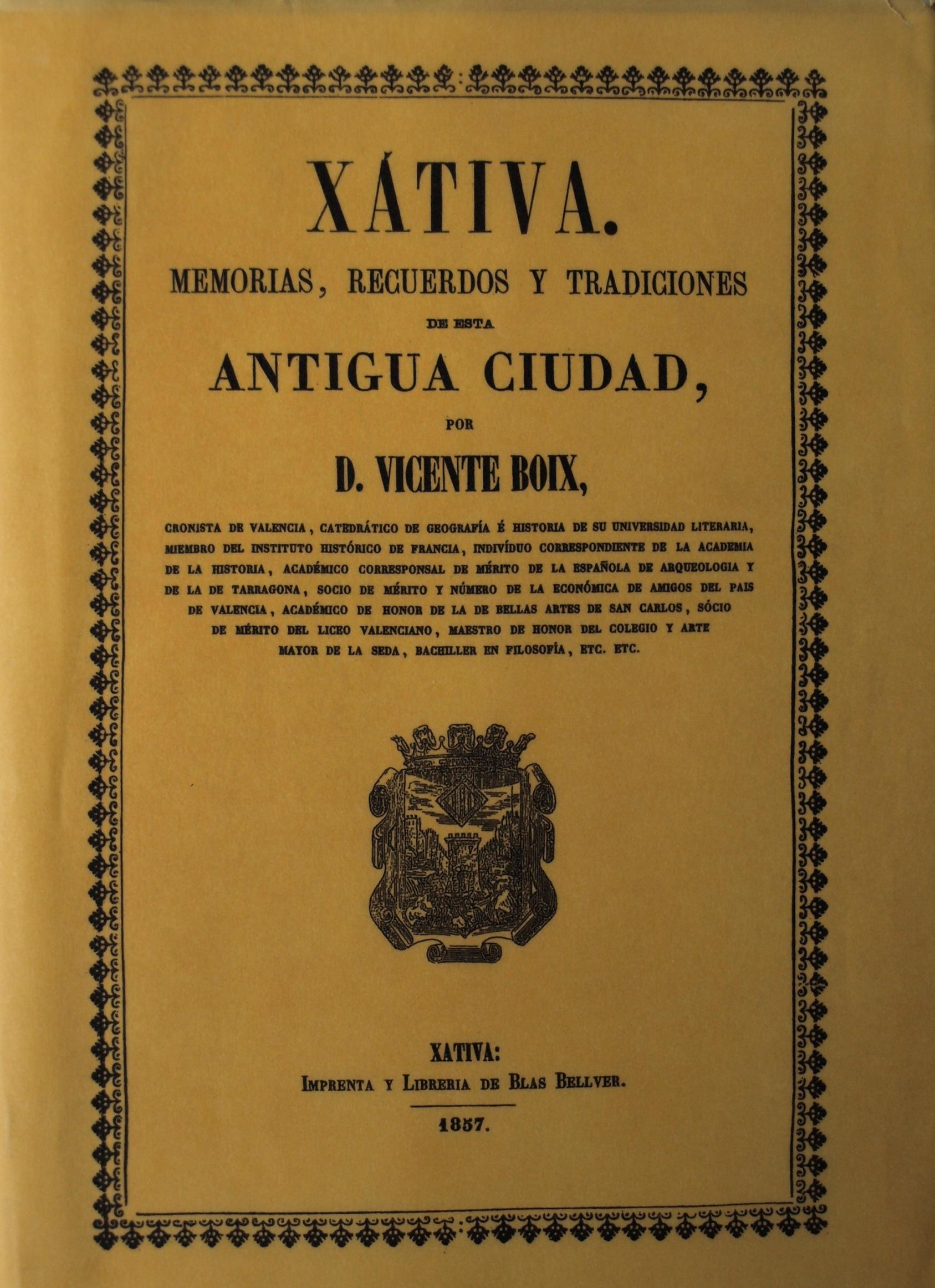
ビセンテ・ボイシュの著書『Xátiva』の表紙

- カリストゥス3世(1378-1458): 第209代ローマ教皇。ボルジア家[10]。
- アレクサンデル6世(1431-1503): 第214代ローマ教皇。ボルジア家[10]。
- フランシスコ・フランコ（スペイン語版）(1515-1570頃): 医学教授。
- トマス・セルダン・デ・タリャーダ（スペイン語版）(1530頃-1614): 裁判官・法曹・人文主義者・詩人。フェリペ2世とフェリペ3世の宮廷で活躍。
- ホセ・デ・リベーラ(1591-1652): 画家。
- ディエゴ・ラミレス・デ・アレリャーノ（スペイン語版）(????-1633): 航海士・探検家[11]。
- ジョアキン・ロレンソ・ビリャヌエバ（スペイン語版）(1757-1837): 翻訳者・著作家・歴史家・詩人[12]
- フランシスコ・デ・パウラ・マルティ（スペイン語版）(1761-1827): 著作家。スペインに速記技術を導入。
- ハイメ・ビリャヌエバ（スペイン語版）(1765-1824): 歴史家。ジョアキン・ロレンソ・ビリャヌエバ（スペイン語版）の兄弟。
- パスクアル・マリア・エストルッチ（スペイン語版）(1787-1863): 法曹。シャティバ市長(1825-1831)。
- ビセンテ・ボイシュ（スペイン語版）(1813-1880): 著作家・歴史家[13][14]。
- エミリ・ガンディア（スペイン語版）(1866-1939): 考古学者・博物学者。
- ブルーノ・ロマス（スペイン語版）(1940-1990): ロック歌手。
- ライモン（スペイン語版）(1940-): 歌手。バレンシア語で歌うノバ・カンソー（スペイン語版）運動の担い手[15][16][17]。
- ジョアン・ラモス（スペイン語版）(1942-): 画家・彫刻家・イラストレーター。
- シモ・セルダ（スペイン語版）(1975-): 科学者・著作家・イラストレーター。
- フェリウ・ベントゥーラ（スペイン語版）(1976-): 歌手。